# Burgellern

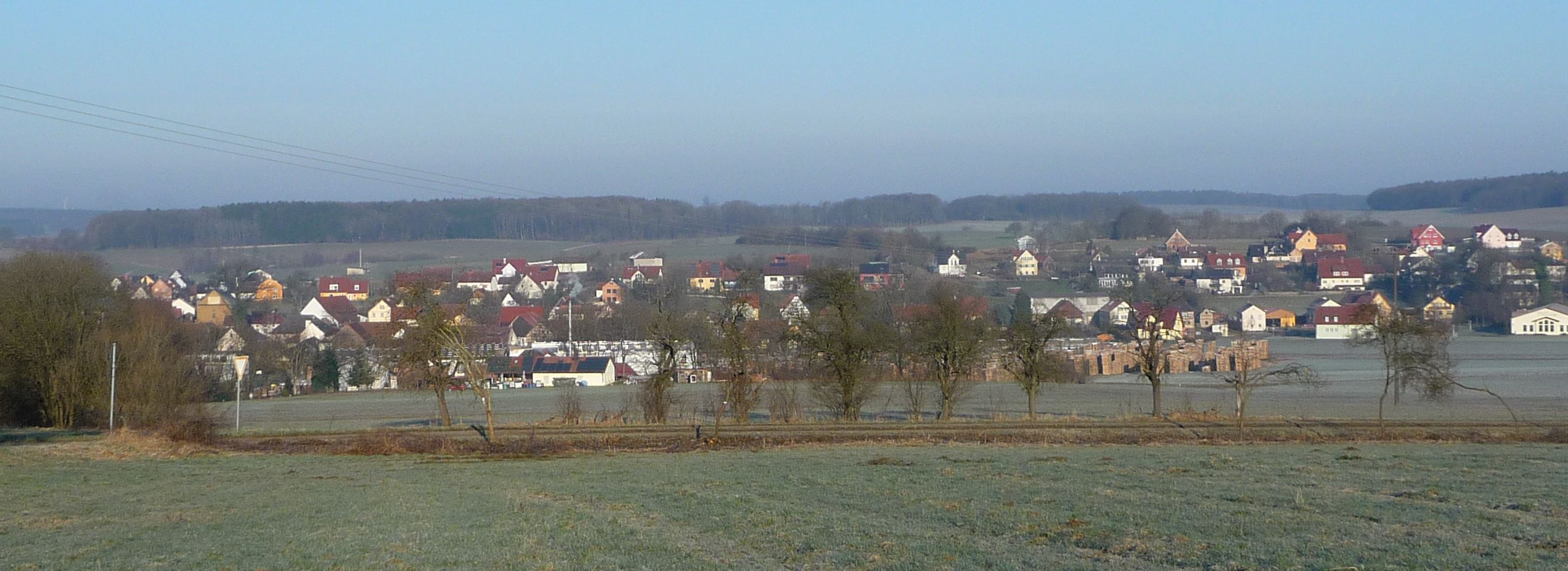
Panorama von Burgellern

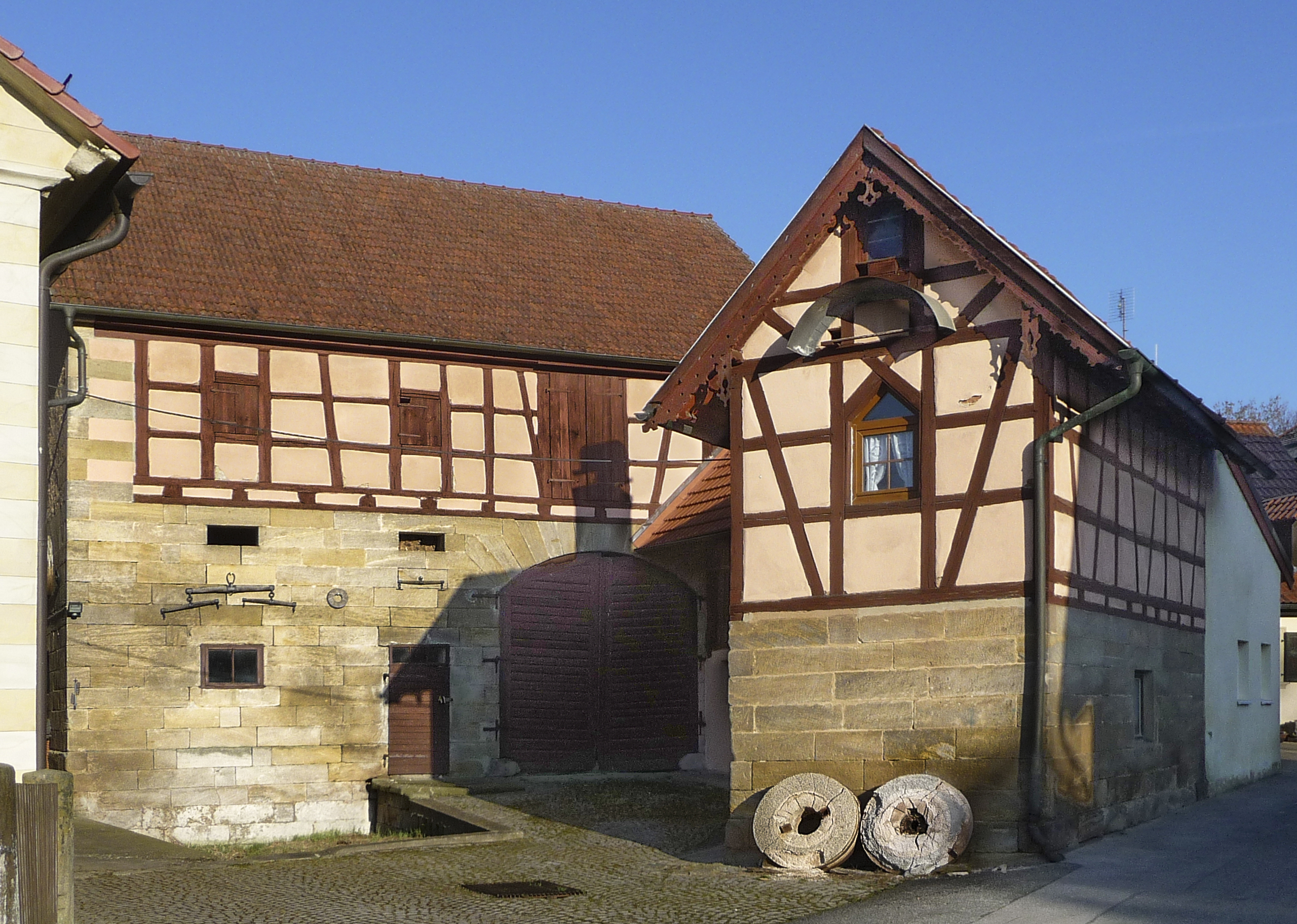
Mühle in der Ortsmitte

Burgellern ist ein Gemeindeteil der Stadt Scheßlitz im oberfränkischen Landkreis Bamberg in Bayern.

## Geografie
Das Kirchdorf liegt auf einer Höhe von 338 m ü. NHN am Ellernbach östlich von Scheßlitz. Durch den Ort verläuft der Fränkische Marienweg.

## Geschichte
Eine ehemalige Burg neben der heutigen Kirche und der Ellernbach, der ca. 100 Meter nach Roßdach entspringt, prägten den Namen des Ortes. Das Schloss Burgellern, das im Besitz der Brüder Karl Theodor und Friedrich Karl von Buseck war, ist seit Juni 2006 ein Hotel. Der Ort gehörte einst der Familie von Giech, später dem Domkapitel Bamberg. 
Im Mai 1699 tauchte im Bamberger Land das Gerücht auf, ein kaiserlicher und kurfürstlicher Befehl verlange, die Juden auszuplündern und innerhalb von drei Tagen aus dem Land zu jagen. Die vermeintliche Anordnung fand im ganzen Hochstift Bamberg ein gläubiges Ohr und ein dankbares Publikum. In Burgellern stand der Bürgermeister Andreas Fiernlein an der Spitze der Agitation; er organisierte Banden, die die jüdischen Familien vertrieben und ihre Häuser plünderten. Die geflohenen Juden aus Burgellern wurden vom protestantischen Herrscher von Aufseß aufgenommen.
Am 1. Juli 1972 wurde Burgellern im Zuge der Gebietsreform in Bayern in die Stadt Scheßlitz eingegliedert.

## Religion

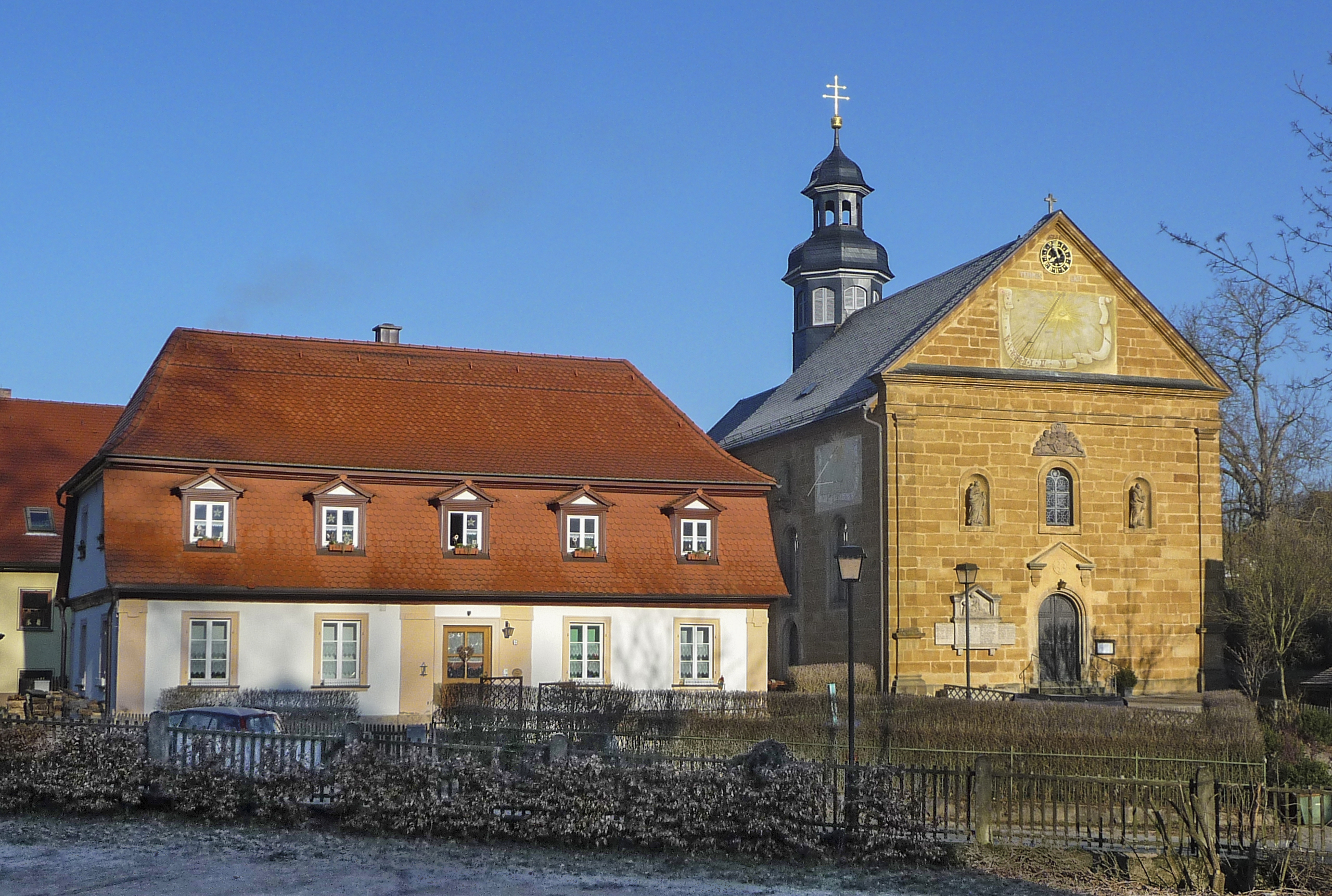
Katholische Kirche Sankt Magdalena und Katharina

An der Stelle der heutigen Magdalena-Katharina-Kirche stand ursprünglich eine Burgkapelle. Diese gehörte zu der ehemaligen Burg, die dem Ort am Ellerbach seinen Namen gab. 
1716 erbauten die Brüder Gregor und Dionysius Finsterwalder die jetzige Barockkirche im Auftrag des Bamberger Domkapitels auf einem Grundstück, das dem Grafen Giech abgekauft worden war.

## Söhne und Töchter des Ortes
- Maria Anna, Ordensname: M. Columba Schonath (* 20. Januar 1730 in Burgellern; † 3. März 1787 in Bamberg), Müllerstochter, Eintritt in das Dominikanerinnenkloster Heilig Grab zu Bamberg, Mystikerin
- Dieter Morgenroth (1945–2010), Politiker (CSU)
- Norbert Kleinlein (* 1945), Maler und Bildhauer

## Vereine
Die örtliche Freiwillige Feuerwehr Burgellern-Schlappenreuth besitzt zwei Jugendfeuerwehr-Gruppen.
Der Ortskulturverein Burgelleren e. V. (OKV) ist der größte Verein im Ort und bemüht sich mit mannigfaltigen Veranstaltungen um ein kulturelles Dorfleben. Der alljährliche Weihnachtsmarkt des OKV ist in der oberfränkischen Region eine der beliebtesten Veranstaltungen in der Vorweihnachtszeit. In 2008 feierte der Verein sein 25-jähriges Bestehen, bei dem einer der Höhepunkte der Besuch des bayerischen Umweltministers Markus Söder war.
Der Soldaten-Kameradschafts-Verein pflegt das Gedenken an gefallene und vermisste Kameraden beider Weltkriege aus Burgellern und Schlappenreuth.